# Terebralia palustris
Terebralia palustris là một loài brackish-water ốc, là động vật thân mềm chân bụng trong họ Potamididae.

## Miêu tả

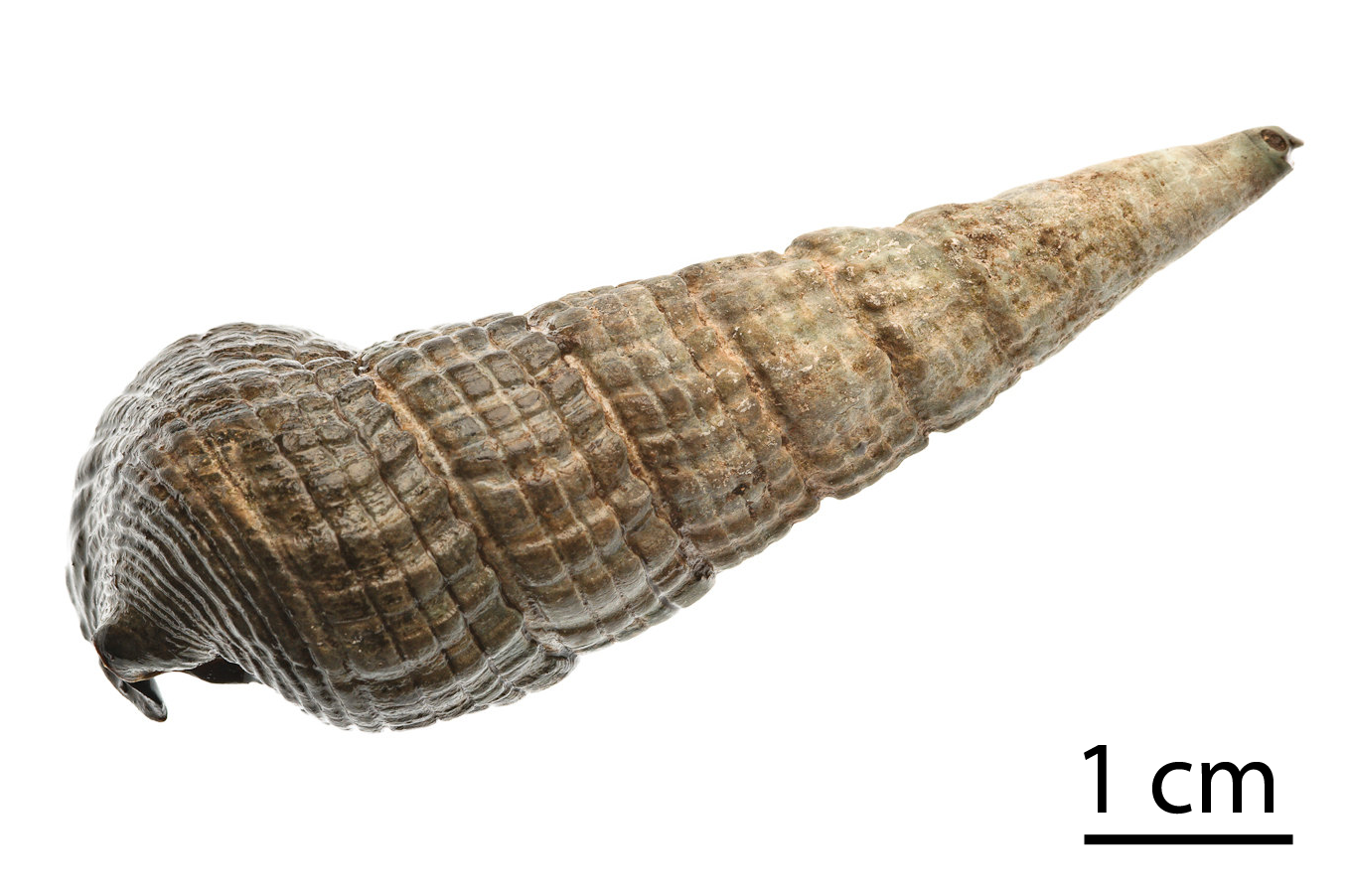
vỏ ốc Terebralia palustris

The hemocyanin of this species was anaylyzed by Lieb et al. năm 2010. Its mega-hemocyanin have unusually high oxygen affinities.

## Hình ảnh

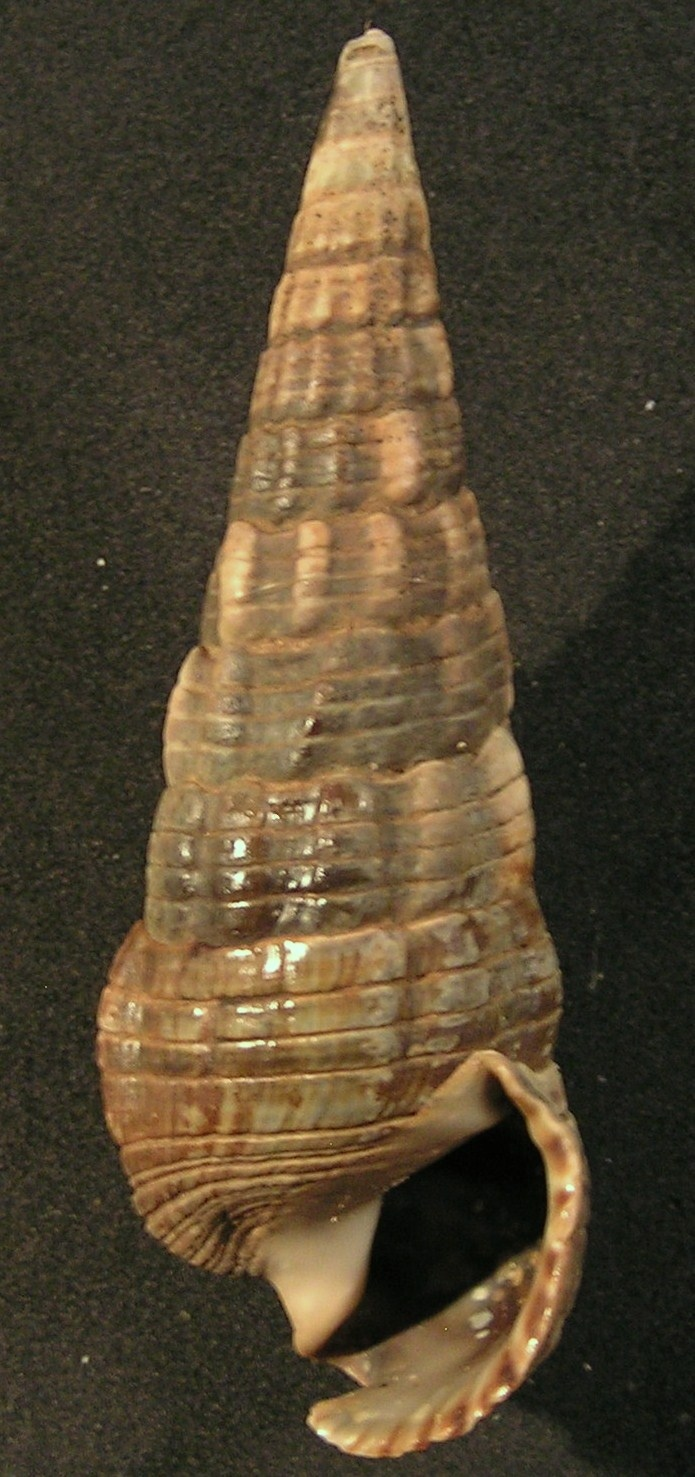
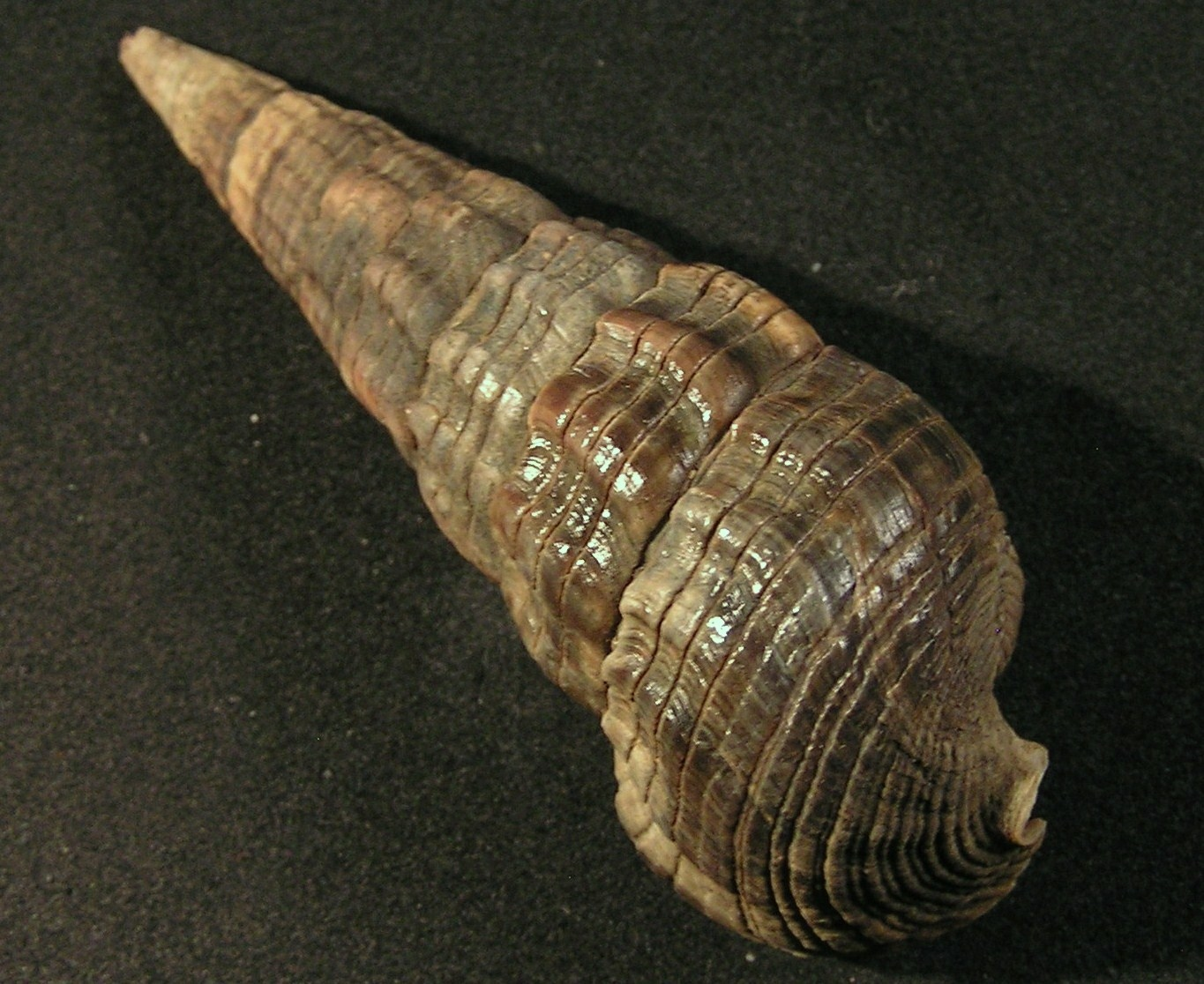

## Phân bố
Kenya

## Môi trường sống
in the mud in mangroves